# كيت هورن
كيت هورن (بالإنجليزية: Kate Horn) (و. 1826 – 1896 م) هي ممثلة مسرحية، ومخرجة مسرحية كندية، ولدت في جزيرة أيرلندا، توفيت في مونتريال، عن عمر يناهز 70 عاماً.